# Straufhain (Berg)
Der Straufhain ist mit 449 Metern die höchste Erhebung des Heldburger Landes in Thüringen (Deutschland). Auf seinem Gipfel befindet sich die Ruine der mittelalterlichen Burg Straufhain.
Der Straufhain ist Teil der Heldburger Gangschar, einer Vulkankette aus dem Tertiär.

## Geschichte
Zu Zeiten der deutschen Teilung war der Zugang zum Berg über Jahrzehnte für die Öffentlichkeit gesperrt, er war militärisch von den Grenztruppen der DDR besetzt. Am Ostfuß des Berges verlief der innere Grenzzaun und dort lagen die berüchtigten Minenfelder. Heimatfreunde haben nach der deutschen Einheit den Zugang zum Straufhain wiederhergestellt, Wanderwege markiert; der Berg ist wieder ein beliebtes Ausflugsziel.